# 徳川泰子
徳川 泰子（とくがわ ひろこ）は、貴族院議長・徳川家達夫人。

## 生涯
慶応3年（1867年）9月24日、近衛忠房の長女として生まれた。母は光子（島津斉彬の養女、島津久長の娘）。
幼少の折、丈夫に育つようにと農家に里子に出された。
徳川宗家16代目を継承した家達と婚約し、千駄ヶ谷の徳川邸で義伯母（父系では従伯母）にあたる天璋院の訓育を受けた。1882年（明治15年）、成婚。1883年（明治16年）に徳川家に輿入れした。1884年（明治17年）、嫡男・家正を産み、他に綏子ら三女を儲けた。
日本赤十字社篤志看護婦人会会長（1936年（昭和11年）1月31日 - 1944年（昭和19年）3月13日）、撫子会会長、愛国婦人会理事を務めた。日露戦争後、勲四等宝冠章を受章した。
1944年（昭和19年）3月13日、死去。同年4月15日、上野寛永寺で追悼法要が行われた。

## 子女
（出典：『現代華族譜要』）
- 徳川家正
- 綾子 - 1897年（明治30年）4月生まれ、松平康昌夫人
- 綏子 - 鷹司信輔夫人
- 繁子（） - 1904年（明治37年）1月生まれ、松平直国夫人

## 登場作品

### テレビドラマ
- 『篤姫』（NHK大河ドラマ、2008年、演：長谷川愛美）